# Blue Thunder (helicóptero)
Blue Thunder (en inglés literalmente "Trueno Azul", aunque conocido como "Relámpago Azul" en Hispanoamérica) fue el helicóptero protagonista de la película y la serie televisiva americana de la década de 1980. En realidad, era un Aérospatiale SA 341 Gazelle modificado.

## El Aérospatiale SA 341 Gazelle
Para filmar Blue Thunder, los productores utilizaron dos unidades del helicóptero utilitario ligero francés SA-341G Gazelle, con números de serie 1066 y 1075, ambos construidos en 1973. Después de la filmación de la película, ambos helicópteros fueron vendidos a Michael E. Grube, de Clovis (Nuevo México), un coleccionista de aeronaves retiradas del servicio. Grube prestó el helicóptero con número de serie 1066 (ex N51BT) a una compañía filmográfica que estaba filmando la miniserie Amerika del canal ABC, sobre la ocupación soviética de Estados Unidos; los helicópteros fueron pintados de color negro y se les retiraron los micrófonos de vigilancia. Cuando se lo devolvieron a Grube, éste lo desmanteló y lo vendió por piezas.
El segundo, con número de serie 1075 (ex N52BT), fue desmantelado durante 1988. También hubo un tercer modelo estático, que fue construido para filmar acercamientos con los actores; estaba almacenado al aire libre y debido a su estado de deterioro, fue desmantelado en 2009.

## El helicóptero Blue Thunder

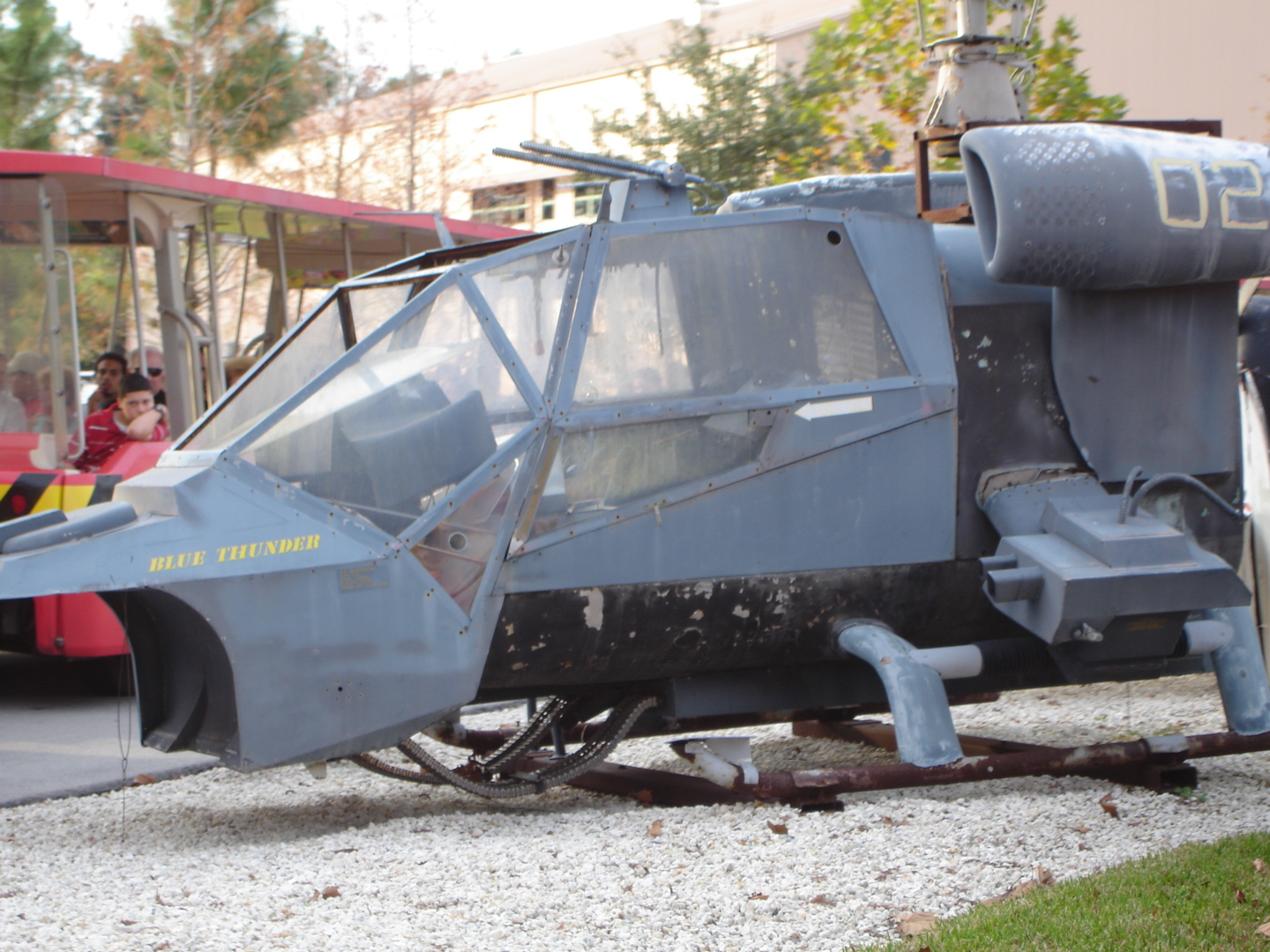
Una maqueta estática de Blue Thunder, como parte del Studio Backlot Tour en Disney's Hollywood Studios, Florida.

Para la película, los SA-341G Gazelle fueron modificados con piezas empernadas y una cubierta de la cabina basada en la del Boeing AH-64 Apache. En la filmación se emplearon ambos helicópteros, uno para las acrobacias y el otro como un reemplazo en caso de que el primero estuviese en mantenimiento. Las acrobacias fueron efectuadas por Jim Gavin.
Los helicópteros fueron comprados por Columbia Pictures y volados a Cinema Air en Carlsbad, California, donde fueron muy modificados para la película. Estas modificaciones hicieron tan pesados a los helicópteros que se tuvo que emplear diversos trucos para hacerlos ver más rápidos y ágiles en la película. Por ejemplo, la maniobra del giro de 360° fue efectuada por un modelo a radiocontrol escala 1/6 (este modelo fue construido y piloteado por el maquetista y fabricante de helicópteros a control remoto John Simone Jr.).

### Características ficticias
En la película es descrito como equipado con blindaje "NORDOC-NATO" de 25 mm de espesor. Blue Thunder tenía una torreta frontal con un cañón rotativo M61 Vulcan de 6 cañones de 20 mm, que tenía una cadencia de 4.000 disparos/minuto. Para tareas de vigilancia empleaba dos reflectores laterales Nitesun, un termógrafo de infrarrojos y una cámara de televisión aerotransportada con 100:1 de aumento y capacidad de visión nocturna. Las cámaras grababan en videocinta de 19 mm, que estaba almacenada en un armario ventral del helicóptero. Los micrófonos externos eran capaces de captar "la flatulencia de un ratón a dos mil pies". Un "modo susurro" le ofrecía la habilidad de operar en silencio.
El cañón rotativo de Blue Thunder era controlado a través de un casco Harrison que estaba conectado al "Sistema de Control de Disparo Harrison" (llamado así por uno de los diseñadores de accesorios de utilería para efectos especiales y no por algún sistema de control de disparo existente). El costo del proyecto fue descrito como de US$ 5.000.000.

## Especificaciones

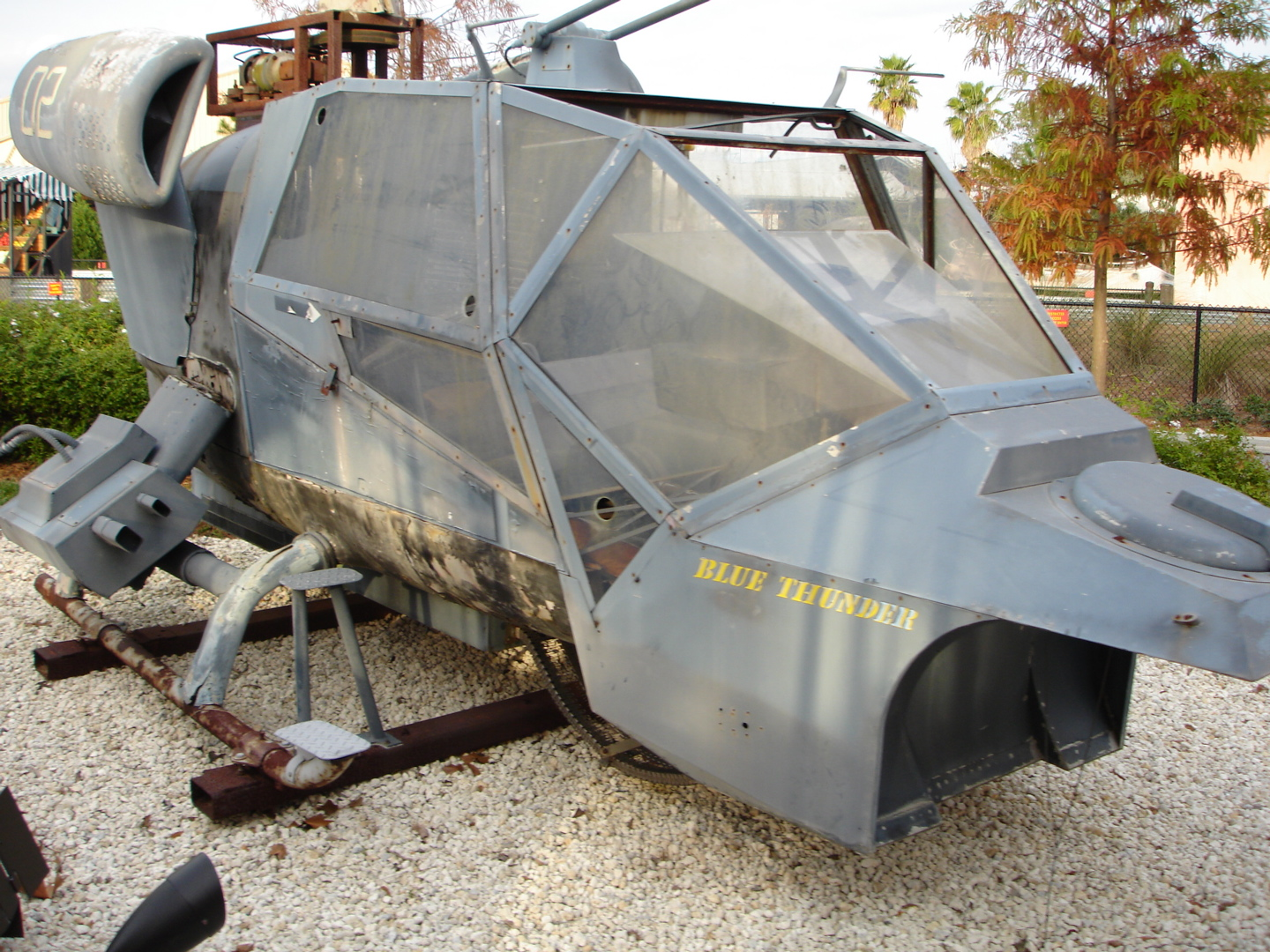
Otro ángulo de Blue Thunder, que estaba expuesto en Disney's Hollywood Studios, Florida

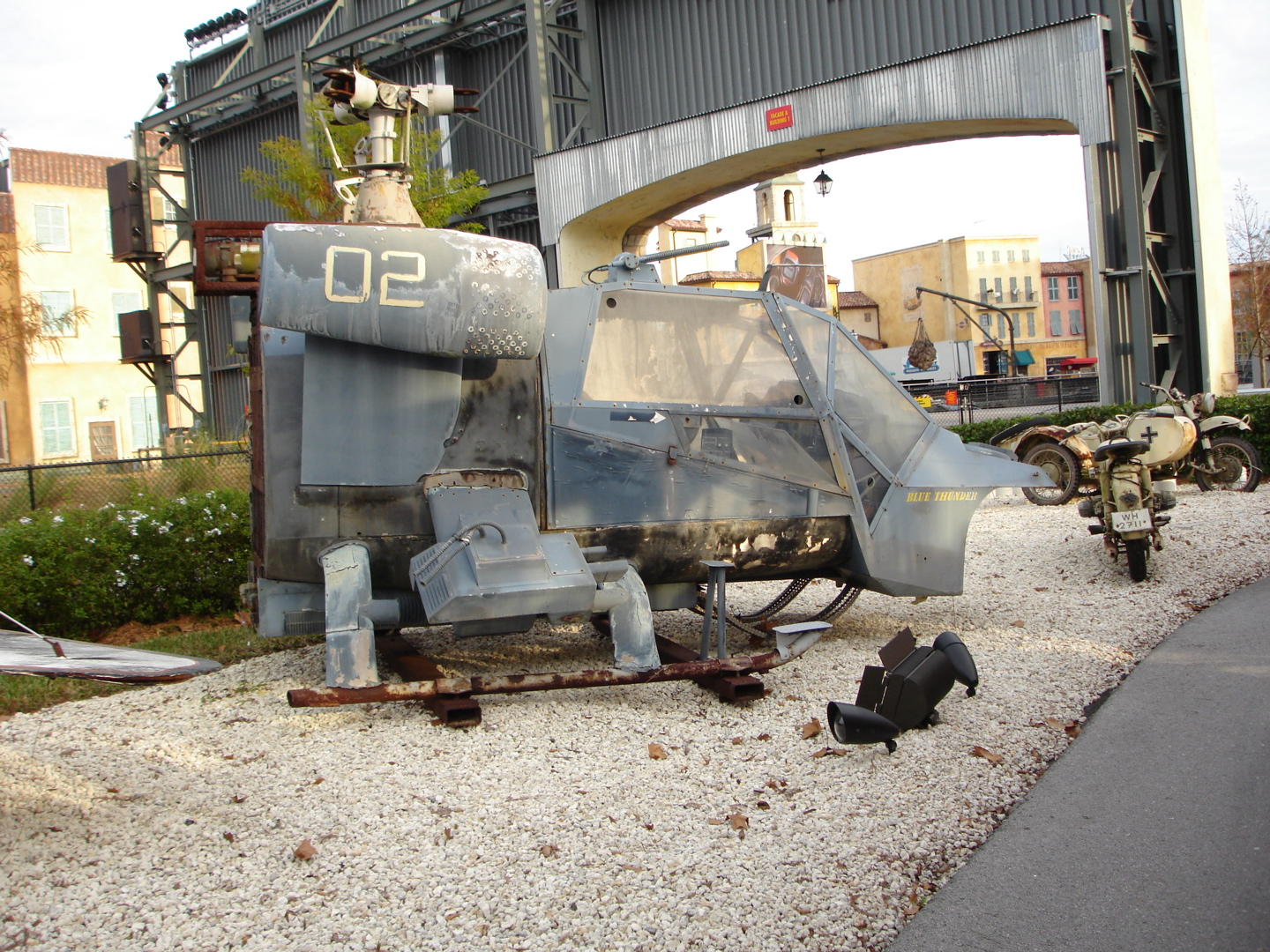
El Blue Thunder de Disney Hollywood Studios, Florida

### Blue Thunderfrente aAérospatialeSA-341GGazelle
|                | Aérospatiale SA-341G Gazelle           | Blue Thunder |
| -------------- | -------------------------------------- | --- |
| Tripulación    | 2 (piloto y copiloto)                  | 2 (piloto y copiloto/operador de computadora)                                                                                 |
| Pasajeros      | 3                                      | 1-2 (los pasajeros pueden sentarse en el asiento del copilo y/o en un asiento detrás del asiento del operador de computadora) |
| Longitud       | 15,1 m                                 | 15,1 m |
| Altura         | 3,56 m                                 | 3,56 m |
| Peso           | 2.066 kg                               | no se específica |
| Velocidad      | 240 km/h                               | |
| Alcance        | 600 km                                 | |
| Techo de vuelo | 3.901 m                                | |
| Potencia       | 618 HP (461 kW) Turbomeca Astazou IIIA | no se específica |

## Equipo misceláneo
- La cabina empernada del helicóptero original solía estar expuesta en el backlot tour de los Estudios MGM en Florida. Desde 2005 ya no estaba presente en la "chatarrería".[5]

- La torreta controlada desde el casco y el denominado sistema de obtención y designación de blancos (SODB) fueron inspirados por los del helicóptero de ataque o de combate Boeing AH-64 Apache, que emplea un "sistema de puntería y visualización integrado en el casco" (SPVIC) donde los sensores montados en el morro y el cañón de cadena M230 de 30 mm están enlazados al casco del artillero.